# Đá sinh dầu
Đá sinh dầu hay đá mẹ là một khái niệm của địa chất dầu khí, đề cập đến các loại đá mà từ đó các hydrocarbon (dầu và khí) được tạo ra hoặc có khả năng được tạo ra.
Nó thường là đá trầm tích giàu chất hữu cơ được lắng đọng trong một thời gian dài, tại các môi trường như biển sâu, đầm hồ và đồng bằng sông. 
Đá phiến dầu có thể được coi là một loại đá giàu chất hữu cơ nhưng chưa trưởng thành nên không có hoặc có ít dầu được tạo ra.
Đá sinh dầu là một trong những yếu tố cần thiết của một hệ dầu khí (petroleum system). 

## Phân loại
Đá sinh được phân chia dựa vào loại kerogen mà chúng chứa, từ đó quyết định loại hydrocarbon được tạo ra.
- Loại I: được hình thành từ xác tảo lắng đọng trong điều kiện thiếu Oxy ở các hồ sâu. Thường tạo ra dầu sau quá trình chịu ứng suất nhiệt trong khi chôn vùi.

- Loại II: được hình thành từ các sinh vật phù du và vi khuẩn ở biển và bảo quản trong điều kiện thiếu Oxy. Nó tạo ra cả dầu và khí sau quá trình crack nhiệt trong thời gian chôn vùi.

- Loại III: được hình thành từ thực vật trên mặt đất bị phân hủy bởi vi khuẩn và nấm dưới điều kiện có Oxy hoặc thiếu Oxy. Nó có xu hướng tạo ra chủ yếu là khí hoặc các loại dầu nhẹ. Hầu hết than đá và đá phiến sét thường là đá sinh loại này.

## Sự trưởng thành và di chuyển của hydrocarbon
Theo thời gian, nhiều lớp trầm tích khác phủ lên trên làm gia tăng độ sâu chôn vùi và nhiệt độ, các kerogen trong đá bắt đầu bị phá vỡ. Sự phân hủy nhiệt tạo ra các hydrocarbon chuỗi ngắn hơn từ các chuỗi phân tử lớn và phức tạp ban đầu.
Việc tạo ra dầu đồng thời với sự nén ép của trầm tích phía trên tăng lên sẽ làm tăng áp suất bên trong đá sinh. Từ đó các hydrocarbon sẽ di chuyển ra khỏi đá sinh và thường di chuyển lên phía trên, do đặc tính nhẹ hơn, cho đến khi bị giữ lại ở một vỉa chứa có độ rỗng, độ thấm tốt.